# Luchtvaart in de 21e eeuw
Dit artikel geeft een overzicht van de luchtvaart in de 21e eeuw.
- 2001
  - 11 september: Terroristische aanvallen met verkeersvliegtuigen op de Twin Towers van het World Trade Center in New York, en het Pentagon in Washington. Drie dagen lang was er geen luchtverkeer toegestaan in het luchtruim van de Verenigde Staten. Zie Terroristische aanslagen van 11 september 2001
  - 4 oktober: Bij een legeroefening van het Oekraïense leger in de Krim wordt per ongeluk een Russisch lijnvliegtuig neergeschoten, alle inzittenden komen om.

- 2002
  - 2 januari: Na ratificatie door Rusland en Wit-Rusland treedt het militaire Open Skies verdrag in werking. De deelnemende landen mogen verkenningsvluchten uitvoeren boven elkaars grondgebied.
  - 4 juni: Tweede Kamer in Nederland stemt voor definitieve deelname aan het JSF programma.
  - 5 november; Het Hof van justitie van de Europese Gemeenschap beoordeelt de bilaterale commerciële Open Skies overeenkomsten tussen acht van zijn leden, waaronder Nederland en België, met de Verenigde Staten als zijnde in strijd met het Europees recht.

- 2003
  - 30 september: Air France en KLM maken bekend dat ze beiden verder zullen gaan onder de naam Air France-KLM.
  - 1 november: Ingebruikname van de Polderbaan (Schiphol)
  - 13 november: De luchtvaartmaatschappij Etihad uit Abu Dhabi maakt zijn eerste vlucht.
  - 26 november: De laatste commerciële vlucht van de Concorde.

- 2004
  - 5 mei: Air France en KLM fuseren in Air France-KLM.
  - september: Continental Airlines, KLM en Northwest Airlines treden toe tot het SkyTeam samenwerkingsverband.
  - 4 oktober: SpaceShipOne bereikt als eerste privé bemande ruimtevaartuig de ruimte.

- 2005
  - 18 januari: Officiële presentatie Airbus A380 in Toulouse
  - 11 maart: China's eerste private luchtvaartmaatschappij, Okay Airways, vervoert zijn eerste passagiers.
  - 27 april: Eerste testvlucht van de Airbus A380.
  - 1 november: Opening nieuwe H-pier voor prijsvechters op Schiphol
  - 20 december: Europa en acht landen uit Oost-Europa plus Noorwegen en IJsland ondertekenen het European Common Aviation Area (ECAA) verdrag.

- 2006
  - 19 januari: Jet Airways koopt Air Sahara op en vormt zo de grootste luchtvaartmaatschappij in India.
  - 11 februari: Steve Fossett breekt het wereldrecord van langste langeafstandsvlucht. Hij vliegt 76 uur en 45 minuten en legt een afstand van 42.469,46 km af.
  - 25 maart: Hyshot III, een vliegtuig dat 7 keer de geluidssnelheid zal kunnen halen, heeft een geslaagde testvlucht gemaakt.
  - 14 april: Aeroflot is toegelaten tot de SkyTeam-alliantie.
  - 3 mei: Armavia Flight 967 crasht in de Zwarte Zee
  - 9 juli: S7 Airlines-vlucht 778, een Airbus A310, schuift door tegen een betonnen muur na de landing in Irkoetsk, Rusland. Ten minste 118 van de 192 inzittenden komen om.

- 2007
  - 22 maart: De Europese Unie en de Verenigde Staten ondertekenen een Open Skies overeenkomst of ook wel bekend als het Air Transport Agreement voor burgerluchtvaart.
  - 25 oktober: Eerste commerciële lijnvlucht met de dubbeldeks Airbus A380 uitgevoerd door Singapore Airlines.

- 2008
  - 29 oktober: Northwest Airlines en Delta Airlines fuseren onder de naam Delta Airlines en worden hiermee de grootste Noord Amerikaanse luchtvaartmaatschappij.

- 2009
  - 1 juli: Air France-vlucht 447 met een Airbus A330-200 stort neer tijdens een vlucht van Rio de Janeiro naar Parijs. Alle inzittende komen hierbij om.

- 2010
  - 29 januari: De Soechoj PAK FA, een Russisch zogenaamde "vijfde generatie" jachtvliegtuig vergelijkbaar met de JSF maakt zijn eerste testvlucht.
  - 10 april: Een Pools regeringsvliegtuig met daarin onder andere Lech Kaczyński stort neer bij Smolensk, zij waren onderweg naar de herdenking van het bloedbad van Katyn. Alle inzittenden komen om.
  - 14 april: Als gevolg van de vulkaanuitbarsting onder de Eyjafjallajökull wordt het luchtvaartverkeer in de daarop volgende periode stilgelegd in grote delen van Europa.
  - 12 mei: Een Airbus A330 van Afriqiyah Airways stort neer bij de landing in Tripoli. Alle inzittende komen om op één Nederlands jongetje van negen jaar na.
  - 22 mei: Een Boeing 737-800 van Air India Express stort neer bij de landing in Mangalore. Ongeveer 158 inzittenden komen om, acht mensen overleven de ramp.

- 2011
  - 11 januari: De Chinese Chengdu J-20 Powerfull Dragon, een zogenaamde "vijfde generatie" jachtvliegtuig vergelijkbaar met de JSF maakt zijn eerste testvlucht.

- 2012
  - 9 mei: Een Sukhoi Superjet 100 die een demonstratie vlucht maakte boven Java, Indonesië stort neer.
  - 5 juni: De Solar Impulse maakt de eerste intercontinentale vlucht op zonne-energie, van Gibraltar naar Marokko.

- 2013
  - 18 mei: Het DGLV (onderdeel van het Federale Overheidsdienst Mobiliteit en Vervoer) geeft Luchthaven Antwerpen een certificaat voor onbepaalde tijd. Hiermee kan de luchthaven eindelijk uitbreiden.
  - 10 juli: Voor het eerst maakt een drone een succesvolle landing op een vliegdekschip. Het betreft een Northrop Grumman X-47B die land op de USS George H. W. Bush.

- 2014
  - 20 januari: In Horea in Roemenië stort een klein transport vliegtuigje neer. Twee van de zes inzittende overleven de crash niet waarvan één door onderkoeling vanwege de traagheid waarmee de hulp op gang kwam. De Roemeense Generaal Inspecteur voor Noodsituaties Ion Burlui alsmede de Minister van Binnenlandse Zaken Radu Stroe nemen ontslag.
  - 8 maart: Malaysia Airlines-vlucht 370 verdwijnt boven de Golf van Thailand
  - 17 juni: Malaysia Airlines-vlucht 17 (MH17) stort neer boven Hrabove in Oekraïne waar op dat moment een burgeroorlog plaatsvindt tussen Pro-Russische rebellen die vechten voor een onafhankelijk of autonome republiek Donetsk en de Oekraïense regering. Alle inzittenden kwamen hierbij om het leven, waaronder 193 Nederlanders en vier Belgen.
  - 28 december: Een vliegtuig van de Indonesische prijsvechter AirAsia-vlucht 8501 stort neer boven de Javazee vanwege slecht weer en omdat ze daar niet voor konden uitwijken. Alle inzittenden komen om het leven.

- 2015
  - 9 maart: Solar Impulse 2 begint aan zijn vlucht rond de wereld. Het moet het eerste vliegtuig worden dat op zonne-energie de wereld rond vliegt.
  - 24 maart: Ter hoogte van het Franse Barcelonnette vliegt Germanwings-vlucht 9525 tegen de bergen, alle inzittenden komen om het leven. Het blijkt dat de copiloot het vliegtuig moedwillig heeft laten dalen nadat hij de medepiloot wist buiten te sluiten.
  - 1 april: Het luchthavenbesluit voor de Provincie Flevoland maakt het definitief mogelijk om Lelystad Airport uit te breiden tot een vliegveld voor grotere chartervliegtuigen die anders op Schiphol zouden landen.
  - 23 april: Voor de eerste keer wordt een drone in de lucht bijgetankt, het betreft de Northrop Grumman X-47B.

2000 · 2001 · 2002 · 2003 · 2004 · 2005 · 2006 · 2007 · 2008 · 2009 · 2010 · 2011 · 2012 · 2013 · 2014 · 2015 · 2016 · 2017 · 2018 · 2019 · 2020 · 2021 · 2022 · 2023 · 2024 · 2025
Luchtvaart voor de 18e eeuw ·
18e eeuw ·
19e eeuw ·
20e eeuw ·
21e eeuw